# Гексатриаконтановая кислота
 Гексатриаконтановая кислота  (Гексатриаконтиловая кислота) H(CH2)35COOH — одноосновная предельная карбоновая кислота.

## Нахождение в природе
Гексатриаконтановая кислота выделяется из сахарно-тростникового воска (Saccharum officinarum L.) .

## Использование
Гексатриаконтановая кислота используется в фармацевтической промышленности.